# Лео Лайнер
Лео Лайнер (нім. Leopold Lainer, нар. 10 вересня 1960, Майсгофен) — австрійський футболіст, що грав на позиції захисника. По завершенні ігрової кар'єри — тренер.
Виступав, зокрема, за клуби «Рапід» (Відень) та «Казино» (Зальцбург), а також національну збірну Австрії.
Восимиразовий чемпіон Австрії. П'ятиразовий володар Кубка Австрії.

## Клубна кар'єра
У дорослому футболі дебютував 1978 року виступами за команду клубу «Казино» (Зальцбург), в якій провів чотири сезони, взявши участь у 86 матчах чемпіонату. 
Своєю грою за цю команду привернув увагу представників тренерського штабу клубу «Рапід» (Відень), до складу якого приєднався 1982 року. Відіграв за віденську команду наступні шість сезонів своєї ігрової кар'єри. Більшість часу, проведеного у складі віденського «Рапіда», був основним гравцем захисту команди. За цей час тричі виборював титул чемпіона Австрії.
Протягом 1988—1990 років захищав кольори команди клубу «Сваровскі-Тіроль». За цей час додав до переліку своїх трофеїв ще два титули чемпіона Австрії.
У 1990 році повернувся до клубу «Казино» (Зальцбург), за який відіграв 7 сезонів. Граючи у складі «Казино» також здебільшого виходив на поле в основному складі команди. За цей час додав до переліку своїх трофеїв ще три титули чемпіона Австрії. Завершив професійну кар'єру футболіста виступами за команду «Казино» у 1997 році.

## Виступи за збірну
У 1982 році дебютував в офіційних матчах у складі національної збірної Австрії. Протягом кар'єри у національній команді, яка тривала 13 років, провів у формі головної команди країни лише 28 матчів, забивши 1 гол.

## Кар'єра тренера
Розпочав тренерську кар'єру невдовзі по завершенні кар'єри гравця, 2000 року, увійшовши до тренерського штабу клубу «Пашинг». Наразі досвід тренерської роботи обмежується цим клубом.

## Титули і досягнення
- Чемпіон Австрії (8):

«Рапід» (Відень): 1982-1983, 1986-1987, 1987-1988
«Сваровскі-Тіроль»: 1988-1989, 1989-1990
«Казино» (Зальцбург): 1993-1994, 1994-1995, 1996-1997
- Володар Кубка Австрії (5):

«Рапід» (Відень):  1982-1983, 1983-1984, 1984-1985, 1986-1987
«Сваровскі-Тіроль»: 1988-1989
- Володар Суперкубка Австрії (5):

«Рапід» (Відень): 1986, 1987
«Казино» (Зальцбург): 1994, 1995, 1997